# Copyleaks
 (avril 2025).
Copyleaks est une plateforme de détection de plagiat qui utilise l'intelligence artificielle (IA) pour identifier des contenus similaires et identiques dans divers formats,.
Copyleaks est fondé en 2015 par Alon Yamin et Yehonatan Bitton, des développeurs de logiciels travaillant avec l'analyse de texte, l'IA, l'apprentissage automatique et d'autres technologies de pointe,,.
La suite de produits de Copyleaks est utilisée par les entreprises, les établissements d'enseignement et les particuliers pour identifier le plagiat potentiel et le contenu généré par l'IA afin d'assurer la transparence autour de l'adoption responsable de l'IA,,.
En 2022, Copyleaks lève 7,75 millions de dollars pour étendre ses capacités anti-plagiat.

## Fonctionnalités
Copyleaks est utilisé dans le milieu universitaire pour détecter le plagiat, la paraphrase et les violations potentielles du droit d'auteur,,. La sortie des modèles d'IA et leur adoption rapide conduisent les étudiants à utiliser de plus en plus ces outils pour réaliser leurs travaux, Copyleaks aide donc à distinguer le contenu créé par des humains du contenu généré par l'IA,,,.

### Détecteur de plagiat
À mesure que l'IA générative devient plus courante, le plagiat est également une préoccupation croissante parmi les écoles, les universités et les éditeurs,,,.
Le Détecteur de Plagiat analyse le texte pour déterminer son authenticité et sa précision,,,. Le Détecteur de Plagiat va au-delà de la méthode traditionnelle de détermination du plagiat, qui compare le texte d'un document mot à mot avec une vaste base de données d'articles et de livres précédemment publiés,,. Au lieu de cela, Copyleaks utilise un modèle d'IA qui comprend le sens d'un document et reconnaît même le style d'écriture de son auteur, il est donc difficile pour quiconque de faire passer un texte plagié pour le sien en changeant simplement quelques mots ou phrases d'un document copié,.

### Détecteur d'IA
Copyleaks utilise une IA avancée pour détecter le contenu généré par l'IA et peut aider à atténuer les défis liés à l'intégrité académique,. L'outil peut également mettre en évidence le texte potentiellement paraphrasé pour masquer la génération par IA.
Copyleaks revendique un taux de précision supérieur à 99 % dans la détection de contenu généré par l'IA à partir de modèles tels que ChatGPT, Copilot, GitHub et Bard dans 30 langues, avec un taux de faux positifs de 0,2 %,,,,.
L'extension Chrome AI Detector permet aux utilisateurs de vérifier les médias sociaux, les articles de presse, les sites d'avis, les documents Google Docs et d'autres contenus en ligne,. En novembre 2023, une équipe de recherche de l'École d'éducation de l'Université d'Adélaïde trouve que Copyleaks est un outil fiable dans une analyse des outils de détection d'IA,. Copyleaks détermine qu'il y a une probabilité de 85,2 % de contenu IA pour une critique de film de *Le Secret des poignards volants* écrite comme un élève de 14 ans, et une probabilité de 73,1 % de contenu IA pour l'essai même après qu'il ait été modifié par un humain,.

### Codeleaks
Le détecteur d'IA pour le code source Codeleaks peut identifier le code généré par l'IA provenant de ChatGPT, Google Gemini et GitHub Copilot,. Le détecteur peut repérer si le code a été plagié ou modifié et fournit les détails clés de la licence,. Codeleaks examine les structures sémantiques du code pour déterminer s'il a été potentiellement paraphrasé afin d'en déterminer l'originalité et l'intégrité,.

### Gouvernance et conformité de l'IA générative
Des réglementations sont nécessaires pour fournir des garde-fous à l'utilisation de l'IA,,. Copyleaks peut aider les entreprises à créer des politiques à l'échelle de l'entreprise pour garantir une utilisation sûre et responsable de l'IA,.

## Critiques
En juin 2023, une équipe internationale d'universitaires trouve les outils de détection d'IA inexacts et peu fiables,. Dans une analyse de cinq outils de détection de contenu IA – Copyleaks, OpenAI, Writer, GPTZero et CrossPlag – Copyleaks éprouve des difficultés avec la sensibilité, c'est-à-dire la proportion de contenu généré par l'IA correctement identifiée par les détecteurs sur l'ensemble du contenu généré par l'IA. Copyleaks y est alors mesuré à 93 % de précision pour le contenu généré par ChatGPT 4, le positionnant comme meilleur détecteur d'IA,.